# مجلس نمایندگان استرالیا
مجلس نمایندگان استرالیا یکی از دو مجلس پارلمان استرالیا (قوهٔ قانونگذاری فدرال این کشور) است. مجلس نمایندگان مجلس سفلا و سنا مجلس علیای استرالیا می‌باشد.
انتخابات مجلس نمایندگان دست‌کم هر سه سال یکبار انجام می‌شود. شمار نمایندگان ۱۵۰ نفر (دو برابر نمایندگان سنا) است. نمایندگان از طریق رأی مستقیم مردم انتخاب می‌شوند. رئیس مجلس نیز با رأی‌گیری داخلی نمایندگان به این مقام می‌رسد.
از اختیارات ویژهٔ مجلس نمایندگان می‌توان به بررسی لایحه‌های مالی دولت اشاره کرد. در این زمینه مجلس سنا نمی‌تواند لایحه‌های مزبور را تغییر داده یا آن‌ها را اصلاح کند.